# Transport w Olsztynie

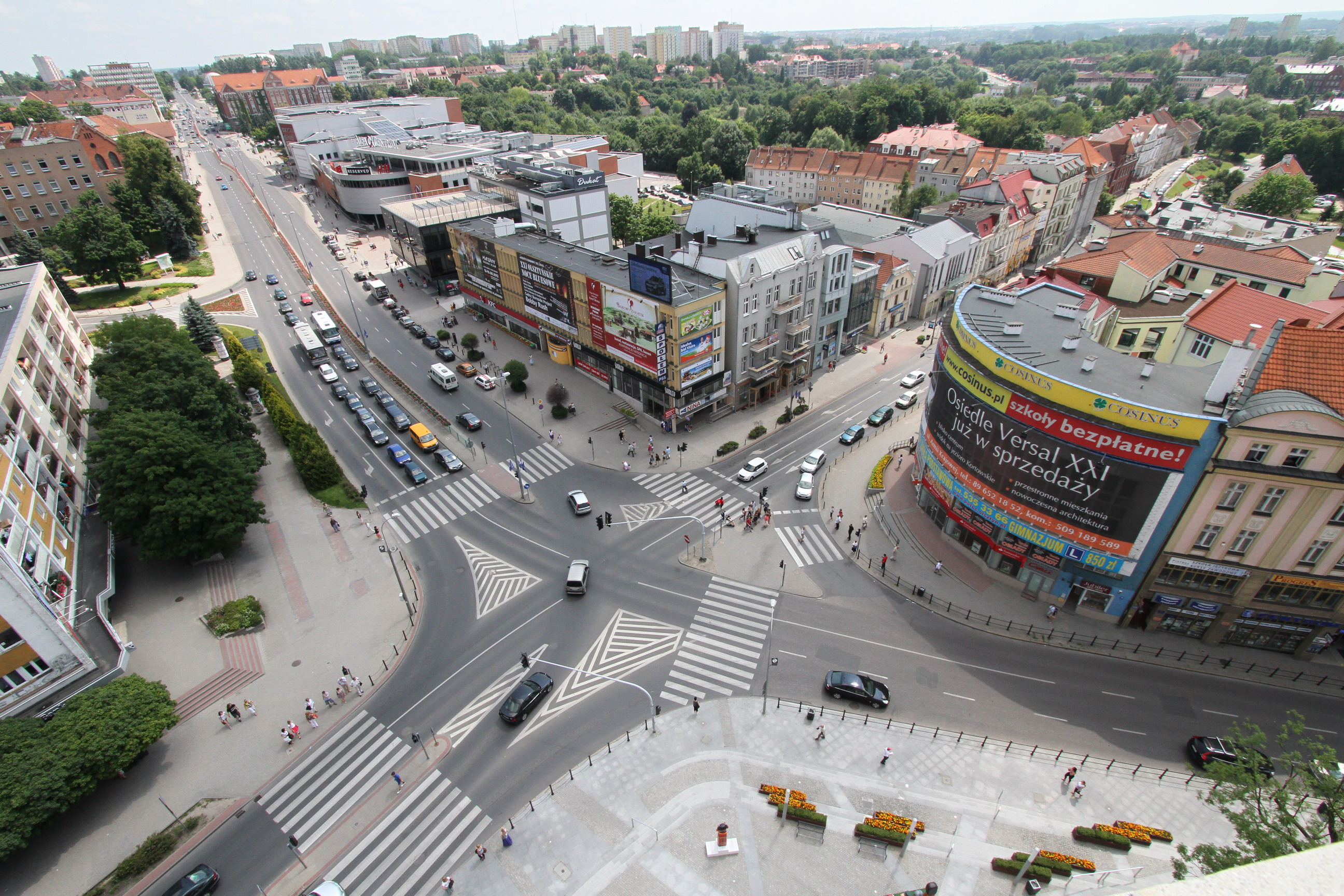
Plac Jana Pawła II

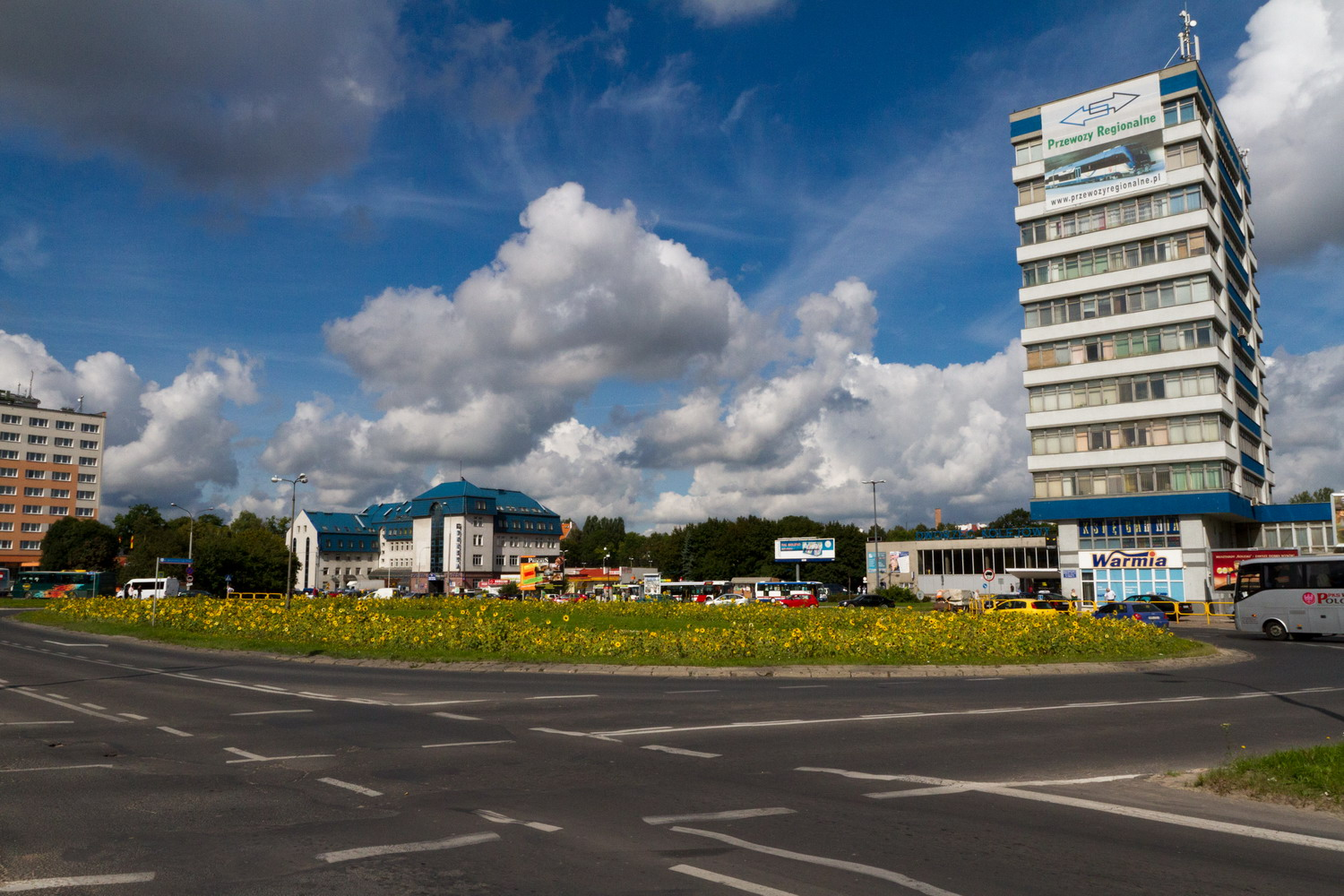
Plac Konstytucji 3 Maja

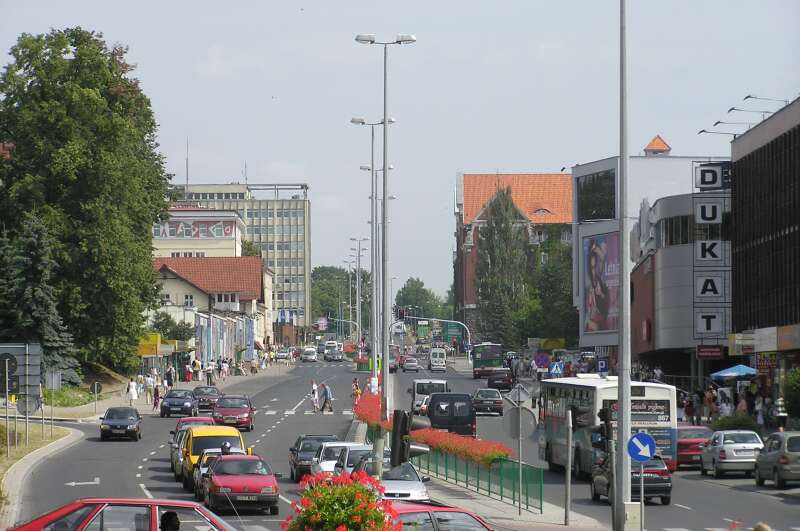
Śródmieście – aleja Piłsudskiego

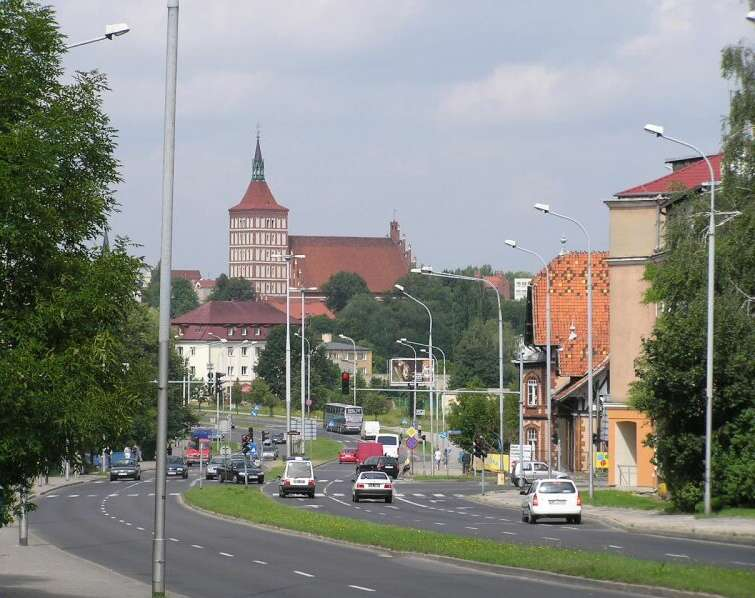
Aleja Niepodległości

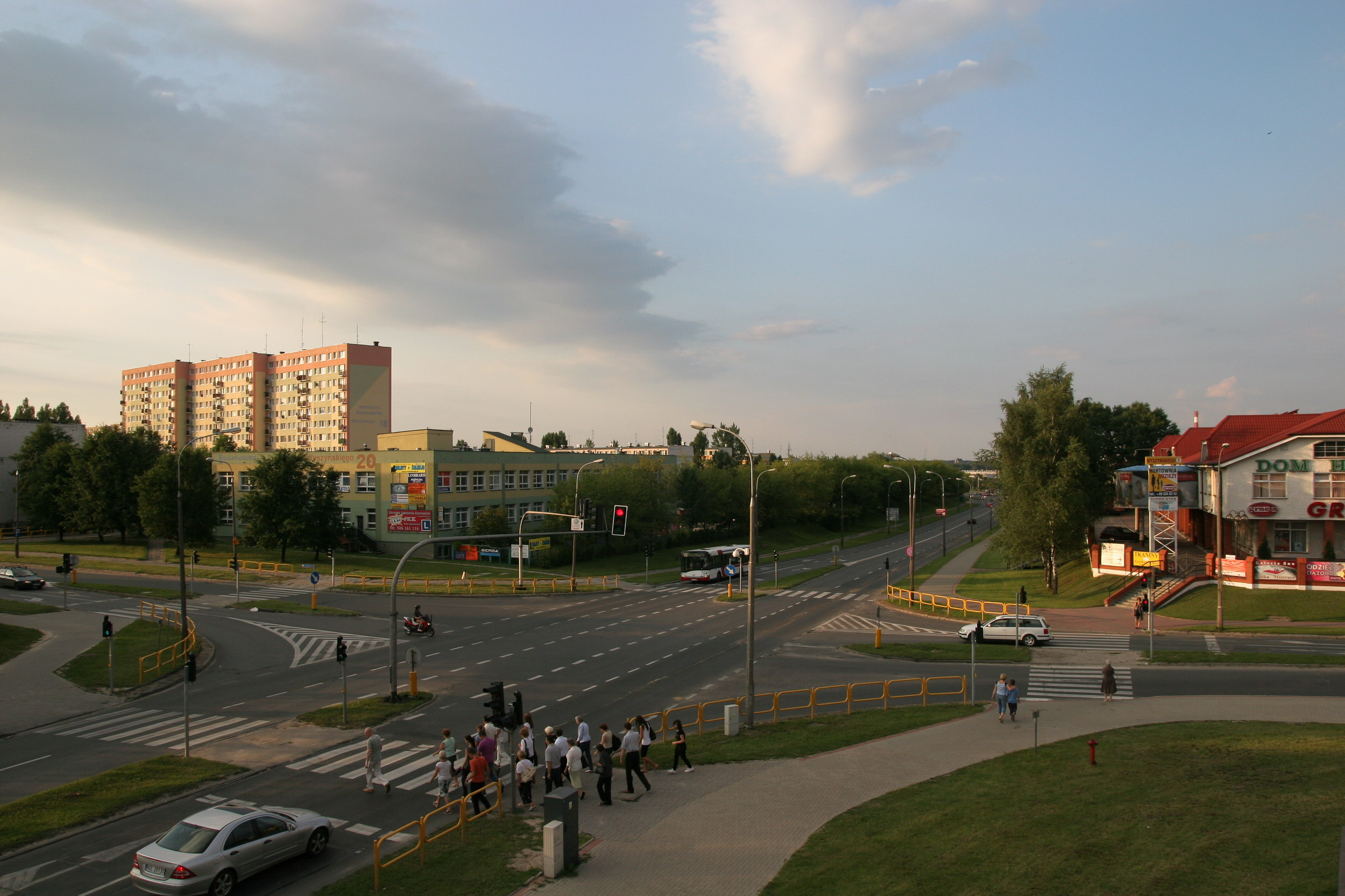
Skrzyżowanie ul. Żołnierskiej i Wyszyńskiego

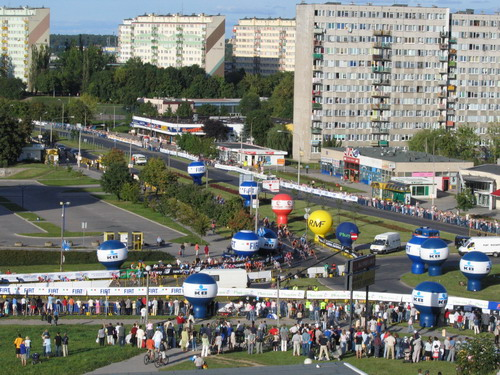
Rondo Dworcowa - Piłsudskiego podczas wyścigu Tour de Pologne 2005

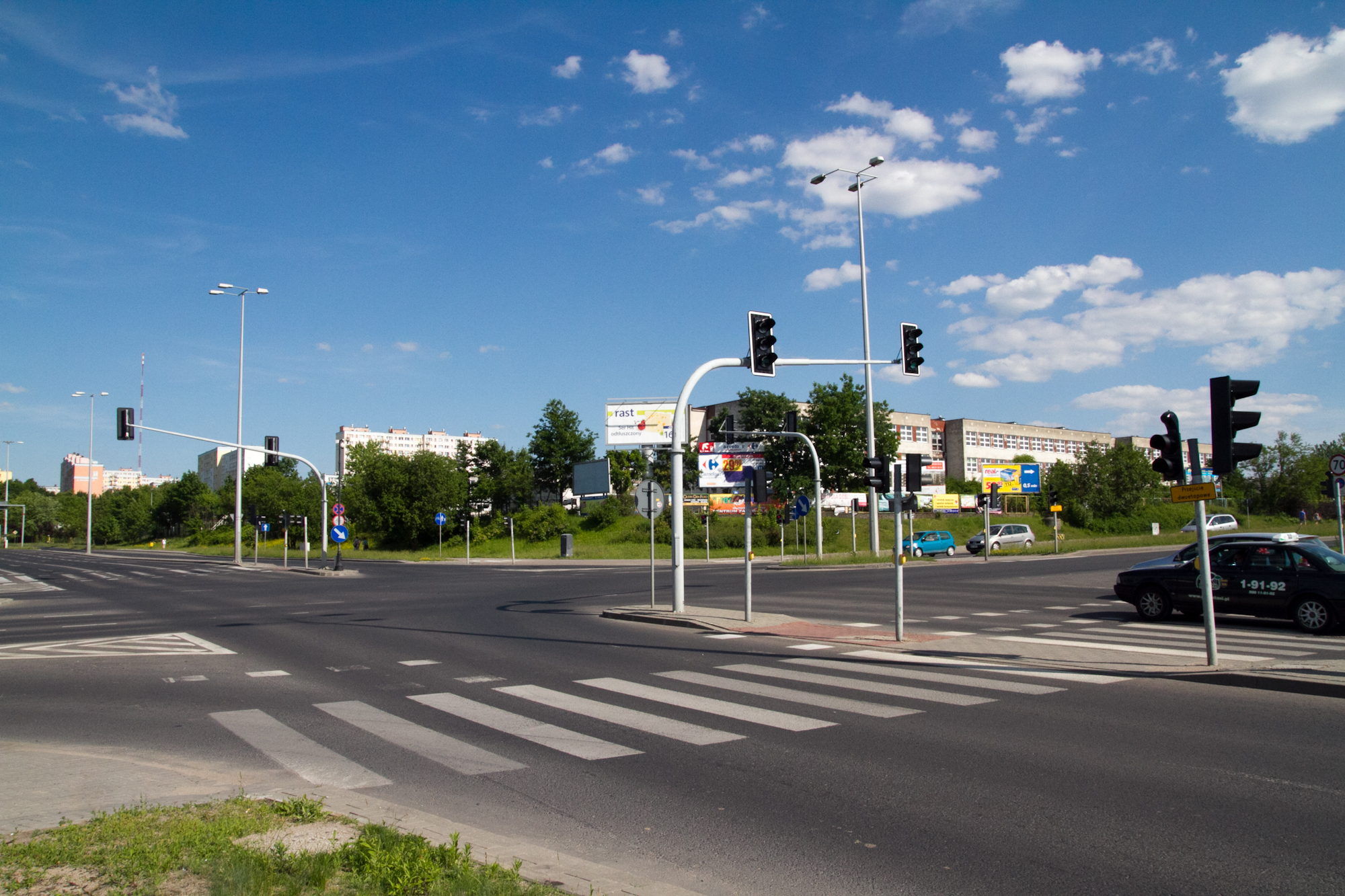
Skrzyżowanie ulic Tuwima, Synów Pułku i al. Sikorskiego

Komunikacja w Olsztynie

## Główne ciągi komunikacyjne
- Bałtycka – Grunwaldzka – Mochnackiego – Niepodległości – Pstrowskiego
- Sielska – Armii Krajowej – ul. Obrońców Tobruku
- Warszawska – Śliwy – Szrajbera – Pieniężnego – 1 Maja – Partyzantów
- Wojska Polskiego – Bohaterów Bitwy Warszawskiej 1920 – Schumana
- Płoskiego – Sikorskiego
- ul. Wilczyńskiego
- Tuwima – Synów Pułku – Wyszyńskiego – Leonharda
- Witosa – Krasickiego
- al. Piłsudskiego – 11 Listopada – Plac Jedności Słowiańskiej
- Lubelska – Budowlana – Towarowa – Kętrzyńskiego – Limanowskiego – Sybiraków
- Jagiellońska
- Kościuszki
- Dworcowa

## Główne skrzyżowania
- Pstrowskiego – Dworcowa
- Pstrowskiego – Synów Pułku
- Pstrowskiego – al. Sikorskiego
- Synów Pułku - al. Sikorskiego - Tuwima
- Al. Piłsudskiego – Leonharda
- Plac Roosevelta
- Plac Konstytucji 3 Maja
- al. Niepodległości – Kościuszki
- Plac Jana Pawła II
- Towarowa – Leonharda
- Partyzantów – 1 Maja

## Tranzyt
Od 2019 Olsztyn posiada obwodnicę. Otacza ona miasto od strony południowej. Obecnie trwają pracę na północnym fragmentem drogi.
Trasy wylotowe
- Ulica Warszawska ⇒ Warszawa, Olsztynek, węzeł Olsztyn-Południe
- Ulica Sielska ⇒ Gdańsk, Toruń, Elbląg, Ostróda, węzeł Olsztyn-Zachód
- Ulica Bałtycka ⇒ Morąg, Pasłęk
- Aleja Wojska Polskiego ⇒ Królewiec, Bartoszyce, Dobre Miasto
- Ulica Jagiellońska ⇒ Barczewko, Słupy, Gady
- Ulica Lubelska ⇒ węzeł Olsztyn-Wschód
- Ulica Towarowa, następnie ulica Bublewicza ⇒ Ełk, Giżycko, Barczewo, węzeł Olsztyn-Wschód
- Ulica Pstrowskiego, następnie ulica Szymborskiej ⇒ Ostrołęka, Szczytno, węzeł Olsztyn-Pieczewo
- Ulica Płoskiego ⇒ Butryny, węzeł Olsztyn-Jaroty
- Ulica Bartąska ⇒ Bartąg

Główne drogi przebiegające przez miasto
Drogi krajowe
- DK16: Grudziądz – Olsztyn – Ełk – Ogrodniki
- DK51: Bezledy – Olsztyn – Olsztynek
- DK53: Olsztyn – Szczytno – Ostrołęka

Drogi wojewódzkie
- DW527: Olsztyn – Morąg – Pasłęk
- DW598: Olsztyn – Jedwabno – Wielbark

Ponadto w odległości 28 km od Olsztyna przebiega droga krajowa nr 7 (Gdańsk – Olsztynek – Warszawa – Kraków – Chyżne).

## Komunikacja miejska
System komunikacji miejskiej w Olsztynie istnieje od 1907. W latach 1907–1965 w jego skład wchodziły linie tramwajowe, a w latach 1939–1971 również trolejbusowe.
Podstawą transportu publicznego w mieście jest 40 linii autobusowych (w tym 25 linii zwykłych, 5 linii dowozowych do tramwaju, 6 linii okresowych, 2 linie nocne oraz jedna linia zastępcza). Od 15 kwietnia zawieszono czasowo funkcjonowanie dwóch linii dowozowych, a od 1 stycznia 2021 dwóch okresowych oraz jednej zwykłej, wprowadzając całkowicie do odwołania linię zastępczą za jedną z linii tramwajowych. Drugim środkiem komunikacji miejskiej jest reaktywowana trakcja tramwajowa funkcjonująca od 19 grudnia 2015 r. (3 linie normalne). W 2021 planowane jest rozpoczęcie rozbudowy trakcji tramwajowej.
Wszystkie linie koordynowane są przez Zarząd Dróg Zieleni i Transportu w Olsztynie. Głównym przewoźnikiem na terenie miasta jest MPK Olsztyn, na stanie którego znajduje się 160 autobusów oraz 15 tramwajów (4 grudnia 2020). Część przejazdów realizuje też prywatne konsorcjum firm. Od 2016 r. oprócz zwykłych biletów papierowych do przejazdów środkami komunikacji miejskiej stosowana jest Olsztyńska Karta Miejska.

## Lotnisko
Lotnisko Aeroklubu Warmińsko-Mazurskiego jest położone ok. 4,5 km od centrum miasta przy drodze krajowej nr 16, planowanej drodze ekspresowej. Dysponuje betonowym i trawiastym pasem startowym o długości 1100 m i szerokości 100 m, pas betonowy o długości 850 m oraz szerokości 23 m został oddany do użytku pod koniec 2006 roku. Jest jednym z najnowocześniejszych obiektów tego typu w Polsce. Lotnisko obsługuje samoloty sportowe, transportu sanitarnego i małe samoloty pasażerskie do 30 pasażerów, po uprzednim zgłoszeniu w siedzibie Aeroklubu. W planach jest przedłużenie betonowego pasa startowego do 1500 m oraz wybudowanie małego portu lotniczego.
W styczniu 2016 roku został otwarty port lotniczy Olsztyn-Mazury, oddalony o około 55 km od centrum miasta. Port Lotniczy obsługuje za równo regularne jak i czarterowe loty do kilku europejskich miast. Połączenia są obsługiwane przez m.in. tanie linie lotnicze (Wizzair i Ryanair), a także przez LOT, oraz przewoźników czarterowych.
Do lotniska można dojechać z Olsztyna m.in. szynobusem (czas dojazdu ok. 1 godz.) oraz przewoźnikiem autobusowym. Połączenia są dopasowane do godzin lotów.

## Kolej
Pierwsza linia kolejowa przechodząca przez Olsztyn otwarta została w 1872. Wkrótce Olsztyn stał się węzłem kolejowym regionu.
| Linia     | Trasa                      |
| --------- | -------------------------- |
| Linia 216 | Działdowo – Olsztyn Główny |
| Linia 219 | Olsztyn Główny – Ełk       |
| Linia 220 | Olsztyn Główny – Bogaczewo |
| Linia 353 | Poznań Wschód – Skandawa   |

Miasto posiada cztery stacje kolejowe (z trzema przystankami osobowymi z funkcjonującymi dworcami), oraz pięć przystanków osobowych:
- Olsztyn Dajtki – kolejowy przystanek osobowy
- Olsztyn Główny – stacja, przystanek i dworzec
- Olsztyn Gutkowo – stacja, przystanek i dworzec
- Olsztyn Jezioro Ukiel - kolejowy przystanek osobowy (1 peron, oddany do użytku w 2021)
- Olsztyn Kortowo – stacja (bocznica szlakowa, wcześniej mijanka)
- Olsztyn Likusy - kolejowy przystanek osobowy (1 peron wyspowy dwukrawędziowy[potrzebny przypis], oddany do użytku w 2021)
- Olsztyn Redykajny - kolejowy przystanek osobowy (1 peron, oddany do użytku w 2021)
- Olsztyn Śródmieście – kolejowy przystanek osobowy
- Olsztyn Zachodni – stacja, przystanek i dworzec

W 2021 roku ukończona została budowa trzech nowych przystanków osobowych: Olsztyn Likusy (odbudowa dawnej mijanki, obejmująca 2 perony), Olsztyn Redykajny (1 peron) i Olsztyn Jezioro Ukiel (1 peron). Rozbudowa obecnych i budowa nowych przystanków kolejowych jest związana z planami utworzenia systemu kolei miejskiej i regionalnej. Z Olsztyna można dojechać do Portu Lotniczego Olsztyn-Mazury; godziny odjazdów połączeń kolejowych są dostosowane do odlotów i przylotów samolotów z tego portu.